# 紐約地鐵M線
M線皇后大道/第六大道慢車（英語：Queens Boulevard/Sixth Avenue Local），又稱紐約地鐵M線，是紐約地鐵B分部的一條地鐵路線。由於該線在曼哈頓使用IND第六大道線，因此其路線徽號為橙色。
M線因為BMT默特爾大道線短暫關閉而分為兩段，正常情況下來往中村-大都會大道，直至2018年4月。其中一段以接駁線來往中村的大都會大道與布什維克的默特爾-威克奧夫大道，任何時段都營運。另一段則除深夜外任何時段都營運。平日日間來往森林小丘的71大道與東紐約的百老匯交匯，停靠沿途所有車站；有限度服務以東村的第二大道為總站而不是百老匯交匯車站；平日深夜列車由百老匯交匯開往曼哈頓下城的錢伯斯街而不是71大道；週末日間列車來往百老匯交匯與曼哈頓下東城的埃塞克斯街。
2010年以前M線途經BMT拿骚街線、BMT第四大道線、BMT西城線、布魯克林南部到第九大道或海灣公園道。M線沿BMT布萊頓線前往康尼島-斯提威爾大道車站直至1987年為止。BMT默特爾大道線在布魯克林的百老匯以西路段拆除前曾經有MJ線行走全線。

## 歷史
1924年，行於BMT麥朵大道線的麥朵大道-欽伯斯街線和麥朵大道線被編為10以及11號線。前者經由麥特大道東半部及BMT百老匯-布魯克林線，訖於欽伯斯街車站；後者則終於公園路車站。
1925至1931年間，10號線改為快車，自艾塞克斯街車站至麥朵大道車站，週日列車於1933年6月停駛。
1944年3月5日，麥朵大道線關閉橋街-傑里街車站以西線路，11號線列車亦以橋街-傑里街車站為終點。
1952年6月28日10號線列車停駛週六快車；1958年6月28日停駛尖峰以外的列車。
1960年起，M線與MJ線取代前述兩線，重編為10號以及11號線。列車從未顯示過MJ線，其只存於存於地圖及車站標示中。
1960年2月23日，尖峰方面的10號線列車增停瑪西大道車站。
1968年7月1日，M線延駛至廣街。曾在此期間有提出經IND第六大道線至57街車站的MM線，但無疾而終。
隔年10月3日麥朵大道線西半部關閉，MJ線停駛，增開SS線區間服務。
1972年區間線停駛，麥朵大道線剩M線列車行駛。
1976年8月27日K線停駛，M線調整為慢車。
1986年4月26日布魯克林的訖站調至95街車站，並於BMT第四大道線行快車。隔年改行西側線，尖峰訖於海灣園道車站。
1994年M線在BMT第四大道線的區間改為慢車，N則為快車。
隔年五月，曼哈頓橋北邊軌道維修，為讓Q線列車行駛蒙塔格街隧道，M線中午列車訖站改回欽伯斯街車站。
1999年4月30日起威廉斯堡橋關閉，將M線一分為二，直到9月1日才再度開放。此期間北半部全天自大主教車站駛至瑪西大道車站，南半部只於尖峰開行自伯斯街車站往海灣園道車站的列車。
2001年7月23日至2004年2月20日期間曼哈頓橋再度開放，M線增駛中午及晚上到10點的列車，訖於第九大道車站；尖峰列車則訖於海灣園道車站。
2001年911事件後幾天，M線改為區間線型態駛至麥朵大道車站。9月17日N線停駛，M線改為全天經BMT海灘線駛至斯提威爾大道車站。10月28日兩線恢復正常行駛。
2006年8月底，M線改行駛BMT海灘線。
2010年6月28日，M線不再行駛原先行經的BMT拿骚街線，改行駛IND第六大道線。路線標誌色因此從褐色改為橙色。

## 路線

### 服務形式
以下表格顯示M線所使用路線，特定時段在有陰影的格的路段內營運：
| 路線             | 起點                 | 終點             | 軌道 | 時段       | 時段       | 時段       | 時段       | 時段       |
| 路線             | 起點                 | 終點             | 軌道 | 平日       | 繁忙時段   | 晚上       | 週末       | 深夜       |
| ---------------- | -------------------- | ---------------- | ---- | ---------- | ---------- | ---------- | ---------- | ---------- |
| IND皇后林蔭路線  | 森林小丘-71大道      | 皇后廣場         | 慢車 |            |            |            |            |            |
| IND皇后林蔭路線  | 法庭廣場-23街        | 第五大道／53街   | 全部 |            |            |            |            |            |
| IND第六大道線    | 47-50街-洛克斐勒中心 | 百老匯-拉法葉街  | 慢車 |            |            |            |            |            |
| IND第六大道線    | 第二大道             | 第二大道         | 中央 |            | 有限度服務 |            |            |            |
| 克里斯蒂街連接線 | 克里斯蒂街連接線     | 克里斯蒂街連接線 | 全部 |            | 大部分列車 |            |            |            |
| BMT拿骚街線      | 布利                 | 錢伯斯街         | 慢車 |            |            |            |            |            |
| BMT拿骚街線      | 埃塞克斯街           | 埃塞克斯街       | 慢車 |            | 大部分列車 |            |            |            |
| 威廉斯堡大橋     | 威廉斯堡大橋         | 威廉斯堡大橋     | 全部 |            | 大部分列車 |            |            |            |
| BMT牙買加線      | 馬爾西大道           | 百老匯交匯       | 慢車 |            | 大部分列車 |            |            |            |
| BMT默特爾大道線  | 默特爾-威克奧夫大道  | 中村-大都會大道  | 全部 | 只限接駁線 | 只限接駁線 | 只限接駁線 | 只限接駁線 | 只限接駁線 |

### 車站
更詳細的車站列表參見上方列出的路線。
主路段沿以下路線營運：
| 車站服務圖例                       | 車站服務圖例                   |
| ---------------------------------- | ------------------------------ |
| 任何時候停站                       | 任何時候停站                   |
| 任何時候停站（深夜除外）           | 任何時候停站（深夜除外）       |
| 僅平日停站                         | 僅平日停站                     |
| 任何時候停站（平日的尖峰方向除外） | 任何時候停站（除平日的方向外） |
| 僅繁忙時段停站                     | 僅時段停站                     |
| 車站已關閉                         | 車站已關閉                     |
| 僅繁忙時段的尖峰方向停站           | 僅平日繁忙時段的尖峰方向停站   |
| 時段資料                           |                                |
|                                    |                                |
| 無障礙設施                         | 車站符合ADA標準                |
| ↑                                  | 車站在指定方向符合ADA標準      |
| ↓                                  | 車站在指定方向符合ADA標準      |
|                                    | 升降機只到夾層                 |

| B.J.                               | 2nd                          | 中文站名              | 英文站名 | 無障礙設施     | 轉乘                                                                   | 連接                                                                                          |
| 皇后區                             | 皇后區                       | 皇后區                | 皇后區   | 皇后區         | 皇后區                                                                 | 皇后區                                                                                        |
| ---------------------------------- | ---------------------------- | --------------------- | -------- | -------------- | ---------------------------------------------------------------------- | --------------------------------------------------------------------------------------------- |
| 皇后林蔭路線                       |                              |                       |          |                |                                                                        |                                                                                               |
| 僅平日停站                         | 僅繁忙時段停站（有限度服務） | 森林小丘-71大道       |          | 無障礙設施     | E F <F> R                                                              | 長島鐵路主線，森林小丘                                                                        |
| 僅平日停站                         | 僅繁忙時段停站（有限度服務） | 67大道                |          |                | R                                                                      |                                                                                               |
| 僅平日停站                         | 僅繁忙時段停站（有限度服務） | 63徑-雷哥公園         |          |                | R                                                                      | Q72巴士往拉瓜迪亞機場                                                                         |
| 僅平日停站                         | 僅繁忙時段停站（有限度服務） | 伍德哈文林蔭路        |          |                | R                                                                      | Q52/Q53選擇巴士服務                                                                           |
| 僅平日停站                         | 僅繁忙時段停站（有限度服務） | 格蘭大道-新城         |          |                | R                                                                      | Q53選擇巴士服務                                                                               |
| 僅平日停站                         | 僅繁忙時段停站（有限度服務） | 埃姆赫斯特大道        |          |                | R                                                                      | Q53選擇巴士服務                                                                               |
| 僅平日停站                         | 僅繁忙時段停站（有限度服務） | 傑克遜高地-羅斯福大道 |          | 無障礙設施     | E F <F> R 7 （IRT法拉盛線）                                            | Q47線巴士往拉瓜迪亞機場（只限水上飛機客運大樓） Q53選擇巴士服務 Q70選擇巴士服務往拉瓜迪亞機場 |
| 僅平日停站                         | 僅繁忙時段停站（有限度服務） | 65街                  |          |                | R                                                                      |                                                                                               |
| 僅平日停站                         | 僅繁忙時段停站（有限度服務） | 北方林蔭路            |          |                | R                                                                      |                                                                                               |
| 僅平日停站                         | 僅繁忙時段停站（有限度服務） | 46街                  |          |                | R                                                                      |                                                                                               |
| 僅平日停站                         | 僅繁忙時段停站（有限度服務） | 斯坦威街              |          |                | R                                                                      |                                                                                               |
| 僅平日停站                         | 僅繁忙時段停站（有限度服務） | 36街                  |          |                | R                                                                      |                                                                                               |
| 僅平日停站                         | 僅繁忙時段停站（有限度服務） | 皇后廣場              |          | 無障礙設施     | E R                                                                    |                                                                                               |
| 僅平日停站                         | 僅繁忙時段停站（有限度服務） | 法庭廣場-23街         |          | 升降機只到夾層 | E G （IND跨城線） 7 <7> （IRT法拉盛線）                                |                                                                                               |
| 曼哈頓                             |                              |                       |          |                |                                                                        |                                                                                               |
| 僅平日停站                         | 僅繁忙時段停站（有限度服務） | 萊辛頓大道-53街       |          | 無障礙設施     | E 6 <6> （IRT萊辛頓大道線，51街）                                      |                                                                                               |
| 僅平日停站                         | 僅繁忙時段停站（有限度服務） | 第五大道／53街        |          |                | E                                                                      |                                                                                               |
| 第六大道線                         |                              |                       |          |                |                                                                        |                                                                                               |
| 僅平日停站                         | 僅繁忙時段停站（有限度服務） | 47-50街-洛克斐勒中心  |          | 無障礙設施     | B D F <F>                                                              |                                                                                               |
| 僅平日停站                         | 僅繁忙時段停站（有限度服務） | 42街-布萊恩特公園     |          | 升降機只到夾層 | B D F <F> 7 <7> （IRT法拉盛線，第五大道）                              |                                                                                               |
| 僅平日停站                         | 僅繁忙時段停站（有限度服務） | 34街-先驅廣場         |          | 無障礙設施     | B D F <F> N Q R W （BMT百老匯線）                                      | M34/M34A選擇巴士服務 PATH，33街                                                               |
| 僅平日停站                         | 僅繁忙時段停站（有限度服務） | 23街                  |          |                | F <F>                                                                  | M23選擇巴士服務 PATH，23街                                                                    |
| 僅平日停站                         | 僅繁忙時段停站（有限度服務） | 14街                  |          |                | F <F> 1 2 3 （IRT百老匯-第七大道線，14街） L （BMT卡納西線，第六大道） | PATH，14街                                                                                    |
| 僅平日停站                         | 僅繁忙時段停站（有限度服務） | 西四街-華盛頓廣場     |          | 無障礙設施     | B D F <F> A C E （IND第八大道線）                                      | PATH，第9街                                                                                   |
| 僅平日停站                         | 僅繁忙時段停站（有限度服務） | 百老匯-拉法葉街       |          | 無障礙設施     | B D F <F> 6 <6> （IRT萊辛頓大道線，布利克街）                          |                                                                                               |
| 往百老匯交匯及第二大道列車分岔     |                              |                       |          |                |                                                                        |                                                                                               |
|                                    |                              |                       |          |                |                                                                        |                                                                                               |
| 第六大道線（僅繁忙時段有限度服務） |                              |                       |          |                |                                                                        |                                                                                               |
| 不適用                             | 僅繁忙時段停站（有限度服務） | 第二大道              |          |                | F <F>                                                                  | M15選擇巴士服務                                                                               |
|                                    |                              |                       |          |                |                                                                        |                                                                                               |
| BMT拿骚街線（僅平日深夜）          |                              |                       |          |                |                                                                        |                                                                                               |
| ↑                                  | 不適用                       | 錢伯斯街              |          | 升降機只到夾層 | J 4 5 6 （IRT萊辛頓大道線，布魯克林橋-市政府）                         | 車站只有以此站為總站的平日深夜列車停靠                                                        |
| ↑                                  | 不適用                       | 堅尼街                |          |                | J 6 （IRT萊辛頓大道線） N Q R （BMT百老匯線）                          | 車站只有往錢伯斯街方向的平日深夜列車停靠                                                      |
| ↑                                  | 不適用                       | 布利                  |          |                | J                                                                      | 車站只有往錢伯斯街方向的平日深夜列車停靠                                                      |
| 由71大道及錢伯斯街開出的列車匯合   |                              |                       |          |                |                                                                        |                                                                                               |
|                                    |                              |                       |          |                |                                                                        |                                                                                               |
| 拿骚街線                           |                              |                       |          |                |                                                                        |                                                                                               |
| 任何時候停站（深夜除外）           | 不適用                       | 埃塞克斯街            |          |                | J Z F <F> （IND第六大道線）                                            | 週末列車的順時針總站                                                                          |
| 布魯克林                           |                              |                       |          |                |                                                                        |                                                                                               |
| 牙買加線                           |                              |                       |          |                |                                                                        |                                                                                               |
| 任何時候停站（深夜除外）           | 不適用                       | 馬爾西大道            |          | 無障礙設施     | J Z                                                                    | B44選擇巴士服務                                                                               |
| 任何時候停站（深夜除外）           | 不適用                       | 休斯街                |          |                | J                                                                      |                                                                                               |
| 任何時候停站（深夜除外）           | 不適用                       | 羅里默街              |          |                | J                                                                      |                                                                                               |
| 任何時候停站（深夜除外）           | 不適用                       | 法拉盛大道            |          | 無障礙設施     | J                                                                      | B15巴士往JFK國際機場                                                                          |
| 任何時候停站（深夜除外）           | 不適用                       | 默特爾大道-百老匯     |          |                | J Z                                                                    | M線接駁巴士往默特爾-威克奧夫大道的總站                                                        |
| 任何時候停站（深夜除外）           | 不適用                       | 科斯丘什科街          |          |                | J Z                                                                    | B46選擇巴士服務                                                                               |
| 任何時候停站（深夜除外）           | 不適用                       | 蓋茲大道              |          |                | J Z                                                                    |                                                                                               |
| 任何時候停站（深夜除外）           | 不適用                       | 哈爾西街              |          |                | J Z                                                                    |                                                                                               |
| 任何時候停站（深夜除外）           | 不適用                       | 昌西街                |          |                | J Z                                                                    |                                                                                               |
| 任何時候停站（深夜除外）           | 不適用                       | 百老匯交匯            |          |                | J Z A C （IND福爾頓街線） L （BMT卡納西線）                            | 長島鐵路大西洋支線，東紐約                                                                    |

M線接駁巴士沿默特爾大道由百老匯開往威克奧夫大道，而M線接駁列車由威克奧夫大道開往大都會大道，兩條軌道各有一列列車來回運行。以下列表顯示接駁巴士和接駁列車停靠的車站：
| M線列車         | M線列車 · 巴士 | 中文站名            | 英文站名 | 無障礙設施 | 轉乘                | 路線/備註 |
| 布魯克林        | 布魯克林       | 布魯克林            | 布魯克林 | 布魯克林   | 布魯克林            | 布魯克林  |
| --------------- | -------------- | ------------------- | -------- | ---------- | ------------------- | --------- |
| BMT默特爾大道線 |                |                     |          |            |                     |           |
| 不適用          | 任何時候停站   | 默特爾大道-百老匯   |          |            | J Z                 |           |
| 不適用          | 任何時候停站   | 中央大道            |          |            |                     |           |
| 不適用          | 任何時候停站   | 尼克柏克大道        |          |            |                     |           |
| 任何時候停站    | 任何時候停站   | 默特爾-威克奧夫大道 |          | 無障礙設施 | M L （BMT卡納西線） |           |
| 皇后區          |                |                     |          |            |                     |           |
| 任何時候停站    | 不適用         | 塞尼卡大道          |          |            |                     |           |
| 任何時候停站    | 不適用         | 森林大道            |          |            |                     |           |
| 任何時候停站    | 不適用         | 鮮潭路              |          |            |                     |           |
| 任何時候停站    | 不適用         | 中村-大都會大道     |          | 無障礙設施 |                     |           |

## 外部連結
- MTA NYC Transit - 路線介紹（英文）
- M線歷史（英文）
- MTA NYC Transit - M線時刻表（PDF）（英文）